# Ahmed Fellah (basket-ball)
Ahmed Fellah, né le 9 aout 1981 à Juvisy-sur-Orge, est un joueur de basket-ball professionnel français. Il évolue au poste de meneur.

## Biographie
En près de 20 ans de carrière, Ahmed Fellah aura finalement bouclé la boucle, en débutant sa carrière à Angers BC (alors emmené par Thierry Chevrier) avec Sébastien Cartier, et en la terminant vraisemblablement à Laval avec... Sébastien Cartier. Avant cette entrée chez les pros, c'est dans l'Essonne qu'il réalise ses premiers dribbles. En 1995, il devient champion de France des comités départementaux aux Jeux de l'Avenir. Un an plus tard, rebelote : avec la ligue d'Ile-de-France, il se pare du costume national en inter-ligues. L'idéal pour débuter une carrière, faire biper les radars de l'équipe de France (1,2 point et 1,8 rebond lors de l'Euro cadet 1997),et attirer les regards de CB, qui l'enrôle dans son centre de formation, pour une seule saison, en 1997-98. Saison au terme de laquelle il offre à CB un titre de champion de France cadets, en scorant 18 points en finale contre Limoges.
La suite passe ainsi par Angers, où en plus d'évoluer en Pro B (0,7 point en 13 matches lors de sa première saison), il rencontre sa future femme et noue des liens qui perdurent encore aujourd'hui. La suite sera plus brillante encore, avec d'autres expériences en équipe de France (3,3 points ; 1,3 passe lors de l'Euro espoirs en 2000), un titre de champion de Pro B en 2005, sous les ordres de Philippe Hervé, une participation au All-Star Game 2006, et trois saisons pleines en Pro A (avec Orléans puis Besançon). Revenu à Angers BC en 2011, sous l'ère Jacky Perigois, il poursuivra l'aventure avec Saint-Léonard (N2), et formulera des projets d'avenir dans la cité du Roi René. Ainsi, alors qu'il est toujours actif avec Laval (Nationale 2) en 2017-2018, il y envisage de travailler dans la restauration, une fois son longue carrière terminée,,.

## Clubs
- 1998-2001 :  Angers BC 49 (Pro B) espoir
- 2001-2002 :  JSF Nanterre (Nationale 1)
- 2002-2005 :  Saint-Étienne Basket (Pro B)
- 2005-2008 :  Entente orléanaise (Pro B puis Pro A)
- 2008-2009 :  Besançon BCD (Pro A)
- Septembre 2009-avril 2010 :  AS Essaouira
- Avril 2010-2011 :   JSA Bordeaux (Pro B)
- 2011-2013 :  Angers BC 49 (NM1)
- 2013-2016 :  EOSL Angers (NM2)
- 2016-2018 :  US Laval (NM3 puis NM2)

## Palmarès
- Champion de France Pro B en 2006